# جوناثان أكبوبوري
جوناثان أكبوبوري (من مواليد 20 أكتوبر 1968) هو لاعب كرة قدم محترف نيجيري سابق لعب كمهاجم وقضى معظم مسيرته الكروية في ألمانيا.

## مزاعم سفينة الرقيق
في عام 2001 تصدر أكبوبوري عناوين الصحف عندما تم إيقاف قارب تديره عائلته في بنين بعد مزاعم بأنه كان يحمل أطفال للعبودية في الغابون. أدى الحادث إلى إيقاف أكبوبوري من نادي فولفسبورغ وفي النهاية بعد إمضائه فترة قصيرة في نادي ساربروكن قرر اعتزال لعب كرة القدم. تمت تغطية قصة السفينة وركابها وصاحبها في الفيلم الوثائقي «سفينة الهداف» من قبل المخرج السويسري هايدي سبيكوغنا.